# Comuna de Nowinka
Nowinka (polaco: Gmina Nowinka) é uma gminy (comuna) na Polónia, na voivodia de Podláquia e no condado de Augustów. A sede do condado é a cidade de Nowinka.
De acordo com os censos de 2006, a comuna tem 2795 habitantes, com uma densidade 14 hab/km².

## Área
Estende-se por uma área de 203,84 km², incluindo:
- área agricola: 27%
- área florestal: 61%

## Demografia
Dados de 30 de Junho 2004:
|                      | Total   | Total | Mulheres | Mulheres | Homens  | Homens |
| -------------------- | ------- | ----- | -------- | -------- | ------- | ------ |
|                      | pessoas | %     | pessoas  | %        | pessoas | %      |
| População            | 2786    | 100   | 1349     | 48,4     | 1437    | 51,6   |
| Densidade (pop./km²) | 13,7    | 100   | 6,6      | 6,6      | 7       | 7      |

De acordo com dados de 2002, o rendimento médio per capita ascendia a 1506 zł.

## Subdivisões
- Ateny, Barszczowa Góra, Bryzgiel, Cisówek, Danowskie, Józefowo, Juryzdyka, Kopanica, Krusznik, Monkinie, Nowe Gatne, Nowinka, Olszanka, Osińska Buda, Pijawne Polskie, Pijawne Wielkie, Podkrólówek, Podnowinka, Podnowinka, Sokolne, Stare Gatne, Strękowizna, Szczeberka, Szczebra, Szczepki, Tobołowo, Walne.

## Comunas vizinhas
- Augustów, Augustów, Giby, Płaska, Raczki, Suwałki